# John Buttrick
John Buttrick (20 de julio de 1731—16 de mayo de 1791, Concord, Massachusetts) fue uno de los líderes de la milicia de Concord durante la Batalla de Concord el 19 de abril de 1775.  Dada la interpretación habitual de la primera estrofa del famoso poema de Ralph Waldo Emerson «Concord Hymn», Buttrick es el hombre que ordenó «el disparo escuchado en todo el mundo».

## Batalla de Concord
Buttrick jugó dos papeles notablemente críticos en la Batalla de Concordia. Antes de la batalla, la milicia de Concord y las ciudades vecinas -que en ese momento superaban en número de 700 a 250- se retiraron a una colina que dominaba Concord mientras su comando discutía la estrategia inmediata. El coronel James Barrett se rindió a la ciudad de Concord y condujo a los hombres a través de su Puente Viejo del Norte a una colina a una milla al norte de la ciudad, donde podrían seguir observando los movimientos de tropas de los británicos y las actividades en el centro de la ciudad. (Este paso resultó fortuito, ya que las filas de las tropas continuaron creciendo a medida que las compañías Minuteman y las milicias adicionales que llegaban de las ciudades occidentales se unieron a ellas allí).
Las compañías británicas de los 4º y 10º Regimientos, dirigidas por el comandante relativamente inexperto, el Capitán Walter Laurie, habían sido apostadas para proteger su ruta de regreso de las tropas británicas; una compañía del 43 ° Regimiento se quedó custodiando el puente. Al ver humo saliendo de la plaza del pueblo, y viendo solo unas pocas compañías directamente debajo de ellos, el coronel Barrett decidió marchar hacia la ciudad desde su posición privilegiada en Punkatasset Hill a una colina plana más baja y cercana a unos 300 metros (274 m) el puente norte Cinco compañías completas de Minutemen y cinco milicianos más de Acton, Concord, Bedford y Lincoln ocuparon esta colina a medida que llegaban más grupos de hombres, totalizando al menos 400 contra las compañías de infantería ligera del Capitán Laurie, una fuerza total de 90-95 hombres.
A medida que avanzaba la milicia, las tropas británicas, ya superadas en número, se retiraron de su posición cerca de la carretera que llevaba al puente, cediendo la colina a los hombres de Barrett. Barrett ordenó a los hombres de Massachusetts formar una larga línea de dos en frente en la carretera que conduce al puente. Aproximadamente a las 10:30 a. m., después de nuevas consultas con sus compañeros oficiales, Barrett les dijo a los hombres que cargaran sus armas pero que no dispararan a menos que dispararan, y luego les ordenó que avanzaran hacia el puente. Las tropas de la milicia se acercaron al puente en una columna de dos hombres al frente, y fueron conducidos por sus oficiales: el capitán Isaac Davis , el comandante Buttrick de Concord y el teniente coronel John Robinson de Westford.
La columna de Minutemen y la milicia avanzaron sobre la infantería ligera en formación, manteniéndose en la carretera, ya que estaba rodeada por las aguas de la inundación primaveral del río Concord. Laurie ordenó a las compañías británicas que protegían el puente que se retiraran a través de él. Un oficial luego trató de levantar los tablones sueltos del puente para impedir el avance colonial, pero el comandante Buttrick comenzó a gritarles a los regulares que dejaran de dañar el puente, preservando la capacidad de los milicianos para continuar persiguiendo sus objetivos.
Cuando los provinciales estaban a unos 75 metros del puente, los Regulares dispararon unos pocos disparos de advertencia, hiriendo a uno. Los británicos dispararon una descarga desorganizada. El capitán Davis recibió un disparo en el corazón, convirtiéndose en el primer oficial en morir en la Guerra Revolucionaria Americana. En el mismo momento, el soldado Abner Hosmer de Acton se convirtió en el primer soldado no comisionado en morir. Al ver estas bajas, Buttrick ordenó: «¡Fuego, compañeros soldados, por el amor de Dios, fuego!»
Los provinciales devolvieron el fuego, causando que los británicos abandonaran a sus heridos e inmediatamente corrieron hacia las compañías en avance de granaderos británicos que se acercaban desde Concord. Esto dejó aisladas a las compañías que habían estado buscando infructuosamente las municiones de los colonos en la granja de Barrett. Buttrick y sus milicianos cruzaron el puente para adoptar una postura defensiva detrás de un muro de piedra.
Cuando el destacamento de asiduos enviados a la granja de Barrett regresó, atravesaron el campo de batalla ahora mayormente desierto y vieron compañeros muertos y heridos tendidos en el puente. Uno que había sido asesinado con un hacha en la cabeza los miraba como si hubiera sido despellejado, enfureciéndolos y sorprendiéndolos. Cruzaron el puente y regresaron a la ciudad a las 11:30 a .m., bajo la atenta mirada de los colonos, que continuaron manteniendo posiciones defensivas. Los regulares continuaron buscando y destruyendo suministros militares coloniales en la ciudad, almorzaron, volvieron a montar para marchar, y salieron de Concord después del mediodía. Este retraso en la partida dio a los milicianos coloniales de las ciudades periféricas tiempo adicional para llegar al camino de regreso a Boston, en el que infligirían a los británicos sus peores bajas del día.

## Legado
Inscrita en la base de la estatua llamada «The Minute Man», ubicada en el sitio aproximado de la muerte de Davis, se encuentra la primera estrofa de su «Concord Hymn», escrita en 1836:
Por el grosero puente que formaba el arco del diluvio

Su bandera a la brisa de abril desplegada,

Aquí una vez que los asediados agricultores se pararon

Y disparó el tiro escuchado en todo el mundo.

Mientras que los primeros disparos del intercambio, como todos los disparos que habían encontrado sus objetivos más temprano esa mañana en la escaramuza en Lexington, habían venido de los británicos, era la réplica de los colonos que Emerson había tenido la intención de conmemorar. Ese primer ataque de la guerra de las fuerzas coloniales de la guerra de Independencia de los Estados Unidos llegó por orden del comandante marchando a la cabeza de su línea de avance, John Buttrick.